# Opole Chmielowice
Opole Chmielowice – przystanek kolejowy w Opolu,  w województwie opolskim, w Polsce. Przystanek znajduje się na terenie dawnej wsi Chmielowice włączonej 1 stycznia 2017 roku do Opola.

## Ruch pasażerski
| Rok  | Wymiana pasażerska na dobę |
| ---- | -------------------------- |
| 2017 | 20-49                      |
| 2022 | 20-49                      |